# Little Jesus
Little Jesus est un groupe mexicain de rock, originaire de Mexico. Le groupe est composé de Santiago Casillas (chant et guitare), Juan Manuel Sánchez Rucobo (batterie), Fernando Bueno (basse et guitare), Arturo Vázquez-Vela (claviers) et Carlos Medina (guitare).
Ils comptent trois albums studio : Norte (2013), Wild River (2016), et Golden Record (2019), qui possède un album avec des versions en japonais ; Norte (version japonaise) (2014), Azul, Pesadilla, Berlín, Norte, La magia, TQM, Los años maravillosos, Fuera de lugar, Disco de oro, et Gracias por nada. Dans leurs chansons, ils abordent généralement des thèmes de l'amour, du chagrin, de la nostalgie avec des métaphores de la vie extraterrestre, une caractéristique qui les représente.
Ils remportent 7 prix aux Indie-O Music Awards, dont chanson de l'année avec Azul, meilleur album de rock avec Norte, meilleur groupe live, nouveau groupe de l'année 2014, ainsi que meilleur art / packaging avec la version japonaise de Norte et vidéo de l'année avec Norte. Ils sont également nommés pour la vidéo de l'année avec Cretino, et meilleur groupe live 2015. Ils ont collaboré avec des groupes et artistes tels que Ximena Sariñana, Elsa et Elmar, Girl Ultra, et Ramona.

## Histoire

### Débuts etNorte(2012–2015)
Little Jesus est formé en 2012 à Mexico, commence comme un projet de musique électronique expérimentale à l’école de musique Berklee de la ville de Boston, aux États-Unis, où étudiait Santiago Casillas (guitariste). Lors d'un voyage au Mexique cette même année, il a l'occasion de jouer à El Imperial avec Matilda Manzana. N'ayant pas ses compagnons avec lesquels il avait initialement composé les morceaux, il réunit plusieurs personnes qui finissent par consolider et proposer des améliorations aux arrangements musicaux. Ce moment est connu comme le début de Little Jesus : « Je n'avais jamais joué mes chansons au Mexique. J'ai parlé aux autres membres du groupe, nous avons tous travaillé sur les chansons que j'avais et c'était notre premier concert en tant que Little Jesus. » (Santiago Casillas)
À son retour à Boston et à son université, Santiago se rend compte que l'idée de continuer à étudier la musique dans cette institution n'était pas quelque chose qu'il voulait continuer à faire, et il ne trouve aucun endroits où il pourrait jouer constamment. Il retourne donc dans la capitale mexicaine,. Il rencontre ceux qui l'avaient accompagné lors de la présentation d'El Imperial, et ils commencent à jouer dès que l'occasion se présente.
Le groupe fait ses débuts avec l'album Norte qu'ils sortent indépendamment en 2013, le même album qu'ils étaient en train de construire lors de leurs premières performances. Les singles les plus reconnus de cet album sont Azul, Químicos, Berlin, Pesadilla, Norte et Cretinos. Il existe également une version japonaise du même album.

### Río salvaje(2016–2018)
En 2016, ils sortent leur deuxième album intitulé Río salvaje, la même année où ils ouvrent le concert des Rolling Stones au Mexique. Ils définissent l'album comme « un album plus ambitieux avec une plus grande force dans les paroles et un son plus élaboré. Que l'évolution du groupe se ressente tant dans les paroles que dans le concept et l’enregistrement ».

### Disco de oro(depuis 2019)
En 2019, ils sortent leur troisième album intitulé Disco de oro, dont la production débute au début de 2017. Au début de la pandémie de Covid-19, Truco Sánchez (batteur) interviewe Truco Sánchez, dans lequel il exprime sa gratitude envers ses fans : « Il parle également de l'importance de continuer à créer de la musique afin que les gens, depuis chez eux, puissent utiliser leur musique comme un moyen d’échapper à la réalité qu’ils vivent ».

## Performances
Ils se produisent dans de grands festivals, tels que Vive Latino à Mexico, Pa'l Norte à Monterrey, Coordenada à Guadalajara, le Festival Central dans l'État de Mexico, le Corona Capital Hotel, et le Festival international du film de Guanajuato. Également au Tusson12 à Chicago et à la Casa Indio, à San Francisco, au BIME, à Ciclo Charco et à Zaragoza Latina en Espagne, au Ceremonia Festival et au Marvin Festival au Mexique et au Hermoso Ruido Festival en Colombie, en 2015 ils font une tournée en Europe, et en 2016 ils ouvrent pour les Rolling Stones au Mexique.

## Discographie

### Albums studio
- 2013 : Norte
- 2016 : Río salvaje
- 2019 : Disco de oro

### Autres albums
- 2014 : Norte (Versión japonesa)

## Distinctions

### Récompenses
| Année | Date         | Catégorie                  | Nomination               | Résultat | Réf.   |
| ----- | ------------ | -------------------------- | ------------------------ | -------- | ------ |
| 2014  | Premios IMAS | Chanson de l'année         | Azul                     | Lauréat  | [ 2 ]  |
| 2014  | Premios IMAS | Meilleur groupe live       | Little Jesus             | Lauréat  | [ 2 ]  |
| 2014  | Premios IMAS | Nouveau groupe             | Little Jesus             | Lauréat  | [ 24 ] |
| 2014  | Premios IMAS | Meilleur groupe de l'année | Little Jesus             | Lauréat  | [ 24 ] |
| 2014  | Premios IMAS | Meilleur morceau de rock   | Norte                    | Lauréat  | [ 25 ] |
| 2015  | Premios IMAS | Meilleur art / packaging   | Norte (Versión japonesa) | Lauréat  | [ 4 ]  |
| 2015  | Premios IMAS | Clip de l'année            | Norte                    | Lauréat  | [ 5 ]  |

### Nominations
| Année | Date         | Catégorie            | Nomination   | Résultat   | Réf.   |
| ----- | ------------ | -------------------- | ------------ | ---------- | ------ |
| 2014  | Premios IMAS | Clip de l'année      | Cretino      | Nomination | [ 26 ] |
| 2015  | Premios IMAS | Meilleur groupe live | Little Jesus | Nomination | [ 27 ] |